# Orsetta De Rossi
Pour les articles homonymes, voir Orsetta et Rossi.
Orsetta De Rossi est une comédienne italienne.

## Filmographie partielle
- 1989 : Nulla ci può fermare d'Antonello Grimaldi